# Акименко Олександр Олександрович
Аки́менко Олекса́ндр Олекса́ндрович (нар. 5 вересня 1985, м. Антрацит, Ворошиловградська область, УРСР, СРСР) — український футболіст, нападник клубу «Лівий берег» (Київ). Двічі ставав найкращим бомбардиром Першої ліги чемпіонату України (у сезонах 2013/14 та 2017/18).

## Життєпис
Олександр Акименко народився у Антрациті, де й почав у семирічному віці займатися футболом під керівництвом Віктора Дреневського. У 14-річному віці перейшов до луганського спортінтернату, потрапивши до Олега Алєксєєва.
Відомий виступами у складі алчевської «Сталі», харківського «Геліоса», кропивницької «Зірки» та «Інгульця».
З 2021 року — гравець клубу «Лівий берег» (Київ).
В 2023 році став помічником головного тренера футзального клубу «Аврора» (Київ), якому допоміг дійти до фіналу Кубка України з футзалу.

## Досягнення
Командні
- Переможець Першої ліги чемпіонату України (1): 2015/16
- Срібний призер Першої ліги чемпіонату України (1): 2012/13
- Бронзовий призер Першої ліги чемпіонату України (2): 2009/10, 2013/14

Індивідуальні
- Найкращий гравець Першої ліги чемпіонату України (2): 2013/14[3], 2017/18[4]
- Найкращий бомбардир Першої ліги чемпіонату України (2): 2013/14, 2017/18
- Найкращий бомбардир в історії «Інгульця»: 41 гол[5]
- Член Клубу бомбардирів Вадима Плотникова — 106 голів